# الباسق (فرع العدين)

تعديل مصدري - تعديل

الباسق محلة تابعة لقرية الرمادي، التابعة لعزلة الاخماس بمديرية فرع العدين إحدى مديريات محافظة إب في الجمهورية اليمنية، بلغ تعداد سكانها 231 حسب تعداد اليمن لعام 2004.